# Keycloak
Keycloak（キークローク）は、モダンなアプリケーションやサービスで使用することを目的に開発された、シングルサインオン、アイデンティティ管理、アクセス管理の機能を提供するオープンソースソフトウェア製品である。2018年3月年現在、このJBossコミュニティのプロジェクトは、KeycloakをRH-SSO製品のupstreamプロジェクトとして使用しているRed Hatの支援を受けている。コンセプトの観点から見ると、このツールはアプリケーションやサービスをわずかなコーディングかコーディングなしで簡単にセキュアにすることを目的としている。

## 歴史
Keycloakの最初の製品リリースは、開発を開始して約1年後の2014年9月だった。2016年、Red HatはRH SSO製品を、PicketLinkフレームワークからKeycloak upstreamプロジェクトをベースとしたものに切り替えた。これに伴い、PicketLinkのコードベースがKeycloakにマージされた。
Keycloakは、PicketLinkの後継であるRed Hat JBoss SSOオープンソース製品の代替ソフトウェアであるとも考えられている。2018年3月年現在、JBoss.orgは古いjbossssoサブサイトからKeycloakのウェブサイトへリダイレクトされている。JBossの名称は登録商標であり、Red Hatはupstreamのオープンソースプロジェクトの名前をJBossを使わないように変更し、JBoss ASはより一般的に認識されている例であるWildflyに変更した。

## 機能
Keycloakに含まれる多数の機能のうち、主な機能は以下の通りである。
- ユーザー登録
- ソーシャル・ログイン
- 同じRealmに含まれるすべてのアプリケーションに対する、シングルサインオン/サインオフ
- 2段階認証
- LDAPとの統合
- Kerberosブローカー
- realm別のカスタマイズ可能なskinを持つマルチテナント機能

## コンポーネント
Keycloakは、次の2つのメインコンポーネントからなる。
- Keycloakサーバー
- Keycloakアプリケーションアダプタ